# Parafia Zmartwychwstania Pańskiego w Gdańsku
Parafia Zmartwychwstania Pańskiego – Archidiecezjalne Sanktuarium Miłosierdzia Bożego w Gdańsku – rzymskokatolickie sanktuarium i parafia położone w gdańskiej dzielnicy Strzyża przy ulicy Gomółki. Wchodzi w skład dekanatu Gdańsk Oliwa, który należy do archidiecezji gdańskiej. Prowadzą ją księża zmartwychwstańcy z Polskiej Prowincji Zgromadzenia Zmartwychwstańców w Krakowie.

## Historia
- 9 lutego 1948 – Ustanowienie parafii pw. Niepokalanego Serca Maryi dekretem przez ks. Andrzeja Wronkę, administratora apostolskiego sede plena diecezji gdańskiej. Zarządzanie nad parafią zostaje powierzone Zmartwychwstańcom[1];
- 24 marca 1973 – Z okazji 25–lecia parafii dekretem Świętej Kongregacji Kultu Bożego, wezwanie parafii zostało zmienione na Parafię pw. Zmartwychwstania Pańskiego;
- 22 czerwca 1975 – Kościół parafialny odwiedza kardynał Karol Wojtyła, późniejszy papież Jan Paweł II[2];
- 1984 – w marcu przystąpiono do przebudowy prowizorycznego drugiego kościoła i budowy gmachów parafialnych;
- 23 czerwca 1985 – wmurowanie kamienia węgielnego pod nowy kościół;
- 1986 – oddanie do użytku domu katechetycznego;
- 2 kwietnia 1988 – otwarcie pierwszej części nowego kościoła;
- 14 września 1990 – poświęcenie Krzyża na wieży kościelnej;
- 1 kwietnia 1991 – poświęcenie nowych dzwonów;
- 20 stycznia 1991 – przybywa do parafii, jako rezydent, ks. Józef Obuchowski CR[3][4] – były przełożony generalny Zgromadzenia Zmartwychwstania Pańskiego (1969–1975) i były rektor Polskiej Misji Katolickiej w Ziemi Świętej (1977–1991);
- 1994 – oddanie do użytku nowego gmachu domu zakonnego;
- 23 grudnia 1995 – otwarcie i konsekracja (całości) nowego kościoła, którego dokonał Tadeusz Gocłowski, arcybiskup metropolita gdański, w obecności Prezydenta RP Lecha Wałęsy[1];
- 29 listopada 1997 – były Prezydent RP Lech Wałęsa dokonuje odsłonięcia ufundowanej przez siebie figury Chrystusa Zmartwychwstałego;
- 7 kwietnia 1999 – poświęcenie Drogi Światła przez ks. Adama Piaseckiego[5], przełożonego Polskiej Prowincji Zmartwychwstańców;
- 5 czerwca 1999 – pobłogosławienie obrazu Jezusa Miłosiernego[6] i stacji Drogi Światła;
- 21 kwietnia 2001 – ustanowienie w kościele parafialnym Archidiecezjalnego Sanktuarium Miłosierdzia Bożego[1];
- 19 maja 2003 – intronizacja kopii Całunu Turyńskiego w bocznej kaplicy;
- 2011 – w październiku odsłonięta zostaje tablica pamiątkowa z relikwiami błogosławionego Jana Pawła II;
- 8 grudnia 2015 (do 20 listopada 2016) – papież Franciszek rozpoczął w Kościele katolickim Rok Miłosierdzia. Z tej okazji abp Sławoj Leszek Głódź, metropolita gdański, postanowił, że Sanktuarium będzie kościołem jubileuszowym z Bramą Miłosierdzia, w którym będzie można uzyskać odpust;
- 18 grudnia 2020 – zmarł ks. Józef Obuchowski CR[7][8] w Uniwersyteckim Centrum Klinicznym w Gdańsku, gdzie przebywał po zakażeniu COVID-19. 23 grudnia tego samego roku został pochowany w grobowcu zmartwychwstańców na gdańskim cmentarzu Srebrzysko[9];
- 3 sierpnia 2021 – zmarł, pochodzący z tej parafii, ks. Piotr Bulczak CR. 10 sierpnia tego samego roku został pochowany na gdańskim cmentarzu Srebrzysko w grobowcu zmartwychwstańców[10][11];
- 26 września 2023 – zmarł ks. Jan Tymiński CR. 3 października tego samego roku został pochowany w grobowcu zmartwychwstańców na gdańskim cmentarzu Srebrzysko[12].

## Proboszczowie
- 1946–1948: ks. Julian Kowalski CR
  - administrator kuracji
- 1948–1966: ks. Leon Śliwiński CR
  - administrator parafii
- 1966–1976: ks. Leon Lisiecki CR
  - administrator parafii
- 1976–1985: ks. Stefan Duda CR
- 1985–1991: ks. Stanisław Rosiek CR
- 1991–2005: ks. Stefan Duda CR
- 2005–2014: ks. Krzysztof Swół CR[13][14]
- 2014–2024: ks. Józef Domoradzki CR
- od 2024: ks. Arkadiusz Kita CR[15]